# 专访威尔士王妃殿下
《专访威尔士王妃殿下》（英語："An Interview with HRH The Princess of Wales"）是英国广播公司（BBC）时事新闻节目《廣角鏡》于1995年11月20日在英国广播公司第一台播出的一期节目。威爾斯王妃戴安娜在这集54分钟的节目中接受记者马丁·巴希尔的采访，透露与时任威爾士親王的丈夫查爾斯三世的关系，以及他们后来离婚的原因。节目在英国获得近2300万人观看，占总人口39.3%。当时BBC被誉为一代人的独家新闻。
2020年，BBC总裁蒂姆·戴维就巴希尔利用伪造银行账目赢得戴安娜的信任，促成这次访问的指控，向王妃胞弟斯宾塞伯爵道歉。前英国最高法院大法官戴森勋爵约翰·戴森针对该问题进行独立调查，结果发现巴希尔有欺骗行为，违反BBC编辑方针促成这次访问。

## 背景

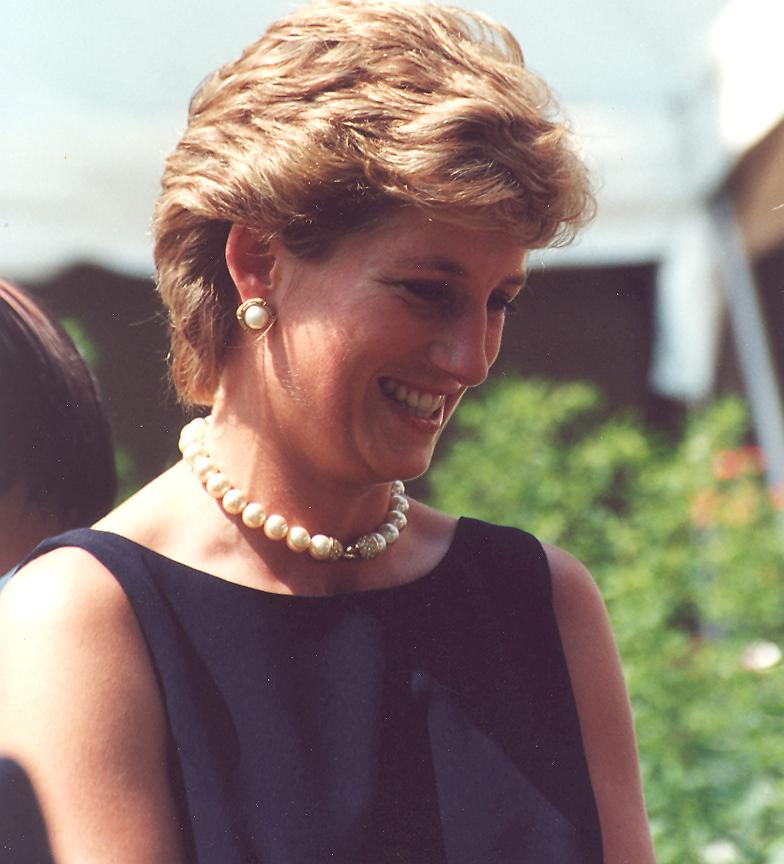
接受采访那年（1995年）的戴安娜

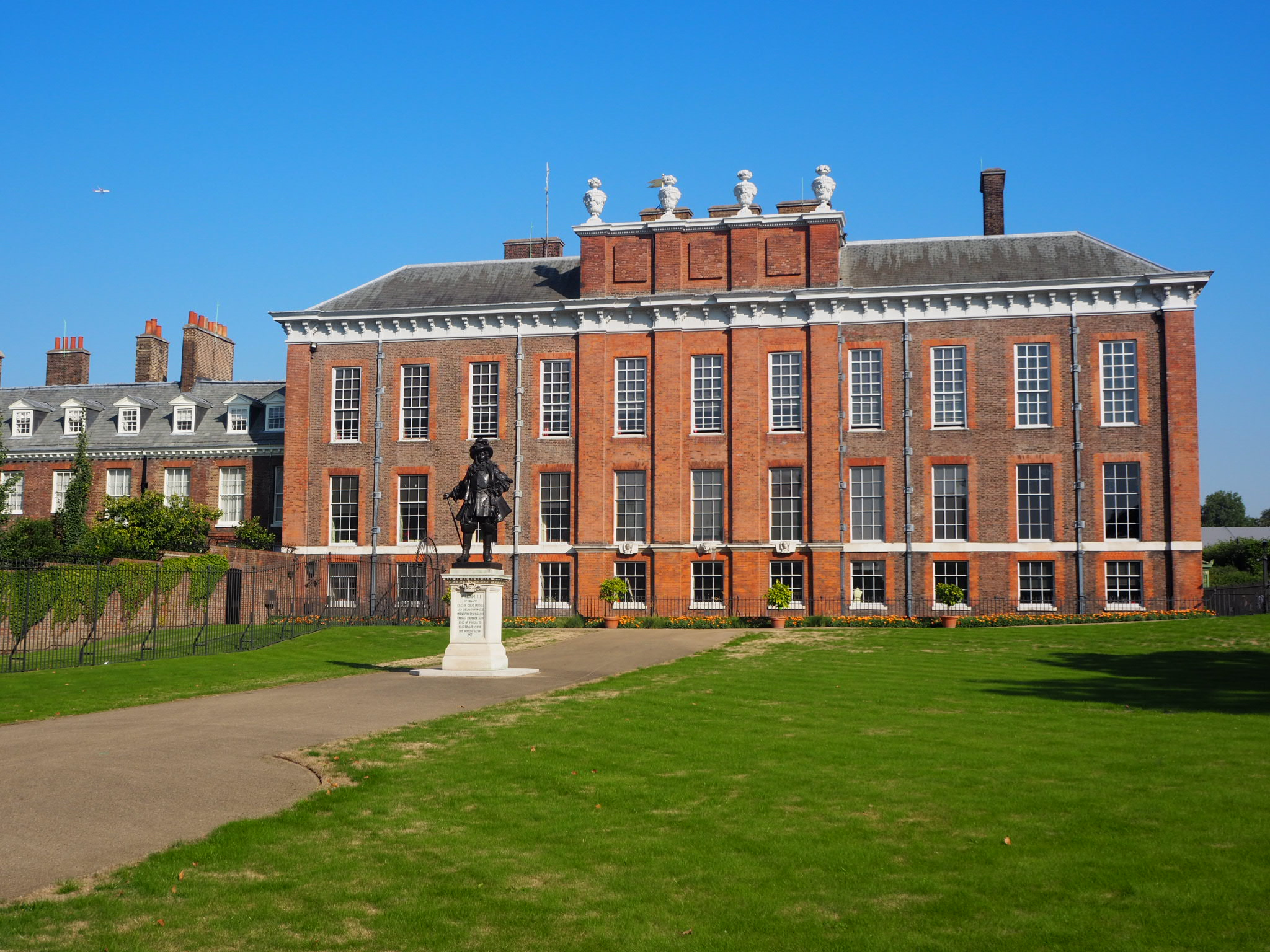
采访地点肯辛顿宫

采访于1995年11月5日在戴安娜于肯辛顿宫的客厅举行，这里后来成为威廉王子和哈里王子玩耍的房间。摄像机和录音设备在全新高保真系统的掩饰下被带进宫殿。除了主持人巴希尔，《广角镜》制片人迈克·罗宾逊（Mike Robinson）和摄影师托尼·普尔（Tony Poole）也在场。为了维持采访的保密性，最终录像机一直受到监视，节目剪辑时有保安在场。采访过后的那个礼拜，BBC编辑政策主管理查德·詹姆斯·艾尔、周播电视时事节目总监蒂姆·加丹（Tim Gardam）和《广角镜》编辑史蒂夫·休利特在伊斯特本大酒店观看这次采访。
《广角镜》管理层和英国广播公司总监约翰·比尔特故意不向英国广播公司理事会通报采访的事情。理事会主席马尔马杜克·侯赛嫁给了伊丽莎白二世的知己、侍寢官苏珊·侯赛夫人。外界担心如果侯塞夫人在节目播出前就知道专访的事情，会令人有所怀疑，甚至会造成节目无法播出。负责联系BBC和英国王室的皇家联络员吉姆·摩尔（Jim Moir）也不知情。电影导演戴维·普特南建议戴安娜推掉这次采访，他后来表示“约翰·比尔特没有向戴安娜解释她这样做的意味，没有提醒马尔马杜克·侯赛，不会原谅他”。
伊莉莎白王太后将臀部手术的时间提前到节目播出的那个礼拜，认为自己倘若去世，会大幅度减少媒体报道戴安娜专访的幅度。讽刺的是，节目最终版删掉了戴安娜贬损王太后的言论。

## 内容
戴安娜提到她以前期待婚姻，后受父母离婚影响，渴望去工作”。媒体不断的报道及外界的关心，让她觉得自己是“货架上的优质商品......大家拿你赚了不少钱”。1983年初次访问澳大利亚和新西兰回来后，她“完全变了个人”，放下“责任感以及觉得自己已经变成的苛刻角色”。她对丈夫的时刻关注感到不适，认为自己与“社会的弃儿”毫无二致。
戴安娜说自己怀上威廉的时候非常欣慰，但她之后患上产后抑郁症，其他人认为她不稳定、精神失常。因此她开始自残，暴饮暴食，而查尔斯与卡蜜拉·帕克·鲍尔斯重燃爱火后，自残及暴食倾向进一步加重。她认为丈夫和帕克·鲍尔斯的暧昧关系，仿佛是“我们三个人一起结婚”。戴安娜觉得自己被迫履行威尔士王妃的角色，查尔斯的朋友看到她的举动，觉得她“又不正常又病了，应该在家好好待着”，这让她“非常尴尬”。
她说自己从未认识安德鲁·莫顿，但还是让朋友和他对谈。莫顿之后的著作《戴安娜的真实故事》（Diana: Her True Story）促使戴安娜夫妇同意在法律上分居。戴安娜确认她和詹姆斯·吉尔比（James Gilbey）通电话的乌贼门录音属实，但否认与吉尔比有染、骚扰奥利弗·霍尔（Oliver Hoare）。戴安娜说她现在是威尔士王子的分居妻子这个独特的身份，又说会“抵抗到底，因为我有要履行的角色，我有两个孩子要抚养”。她承认自己与詹姆斯·休伊特有婚外情，但被休伊特利用这段感情写书伤透心。戴安娜说自己很难应付媒体不断涌现的关注，都是些“辱骂和骚扰”。
戴安娜透露了希望成为英国大使的愿望。至于王室的未来，她不认为“会有所改变，能够减轻这方面的疑虑，以及王室与公众之间时不时的复杂关系”，认为他们应该携手共进，不要那么疏远”。她说自己正在带威廉和哈利参加流浪者计划，探望艾滋病重症患者。戴安娜说自己不想离婚，也不见得会成为皇后，只是有很多人希望她成为女王。尽管如此，她还是想成为“人民心目中的女皇”。
她觉得皇室把她视为“某种威胁”，但“历史上的每位女强人都要走相似的道路，我认为是力量引起（外界）迷惑、恐惧”。记者问威尔士亲王会不会登基，戴安娜表示“不认为我们知道问题的答案。很明显这是每个人都有的问题。但有谁知道，有谁知道这会产生什么样的命运，会带来什么情况？”，又称“我和他讨论那个问题的时候，总会有冲突，我理解，因为威尔士亲王本来就是个要求非常高的角色，而国王同样有更高的要求”。

## 后续
约翰·比尔特后来在他的回忆录中写道，“戴安娜专访意味着BBC结束制度层面上对皇室的景仰，尽管本身未受人尊重”。比尔特曾就BBC接触英国皇室成员的事宜，联络费洛斯男爵罗伯特·费洛斯和罗宾·扬夫林，他表示“很抱歉伤害了这样优秀的人们”。受采访影响，BBC丧失专门制作英王聖誕致辭的权利，不过白金汉宫否认是采访使然，表示新协议“反映时下电视与广播行业的构成”。
西蒙·赫弗认为，戴安娜向公众透露自己的精神问题，只是为了“无情地操纵公众舆论，尽可能给丈夫和家人造成伤害”。莎拉·布拉德福德认为戴安娜“被糟糕的判断力害了自己”，社会特权因这场专访丧失。然而，前BBC皇室通讯员珍妮·邦德表示，戴安娜在1996年底跟她说自己没有后悔接受访问。她指戴安娜曾表示：“突然间觉得这样做没有错，尤其是快要离婚的时候。我知道这可能会招来封口令，但是现在不做就没有机会了。”

## 2020年调查

### 指控和关注
2020年11月，专访25周年，公众重新关注这场访问。除BBC以外，全英国的有线电视台均制作是次专访的纪录片，包括独立电视网《戴安娜专访：王妃的复仇》（"The Diana Interview, Revenge of a Princess"）、第四台《戴安娜：访问背后的真相》（"Diana: The Truth Behind The Interview"）和英国第五台《戴安娜：震撼世界的专访》。
纪录片播出后，BBC总监蒂姆·戴维就使用伪造银行账目，向王妃证明她身边人雇人监视她，向王妃胞弟斯宾塞伯爵致歉。伪造的银行账目由公司雇佣的自由平面设计师马特·韦斯勒（Matt Wiessler）一手制造。然而1996年BBC的内部调查认为相关文件未被用来确保这次专访成行，洗清了巴希尔的嫌疑。《星期日邮报》指出伪造的账目后，后来于2020年继任蒂姆·戴维，出任BBC总监的托尼·霍尔主导调查，他承认马特·韦斯勒未在1996年的内部调查中接受盘问。采访播出一个月后，韦斯勒的家遭洗劫，装有要交付给巴希尔的照片的两张CD被偷。2020年，韦斯勒表示自己在1996年的调查中当了替罪羊，洗脱了巴希尔罪名，工作也丢了。类似地，BBC制片人马克·基里克（Mark Killick）因关注伪造的账目，被从《广角镜》节目组调走。
未参与1996年专访的斯宾塞伯爵拒绝BBC方面的道歉，要求进行调查。他向戴维表示自己保留了与巴希尔交流的全部纪录，显示这位记者向王妃透露假消息，博取对方信任。他表示巴希尔诽谤造谣皇室高级成员，认为没有伪造的账目，他不可能将巴希尔介绍给胞姐认识。11月9日，戴维表示公司已经委托第三方进行独立调查。BBC前总监迈克尔·格雷德认为有关指控给“BBC新闻部笼罩上乌云”。
丑闻曝光的时候，巴希尔受2019冠状病毒病疫情影响，身体状况欠佳，四次心脏搭桥手术后需要疗养。BBC表示巴希尔身体抱恙，在痊愈前无法接受进一步调查。11月6日，《每日镜报》发布头条新闻《BBC说巴希尔“病情严重”，无法回应戴安娜王妃的指控之后，他去点了外卖》（"Martin Bashir visits takeaway after BBC says he's 'too ill' to respond to Princess Diana claims"），公开了巴希尔的照片。
2020年11月13日，消息指BBC找到威尔士王妃留下的便条，澄清巴希尔未迫使她接受访问。BBC前皇室记者珍妮·邦德在《星期日泰晤士报》专栏表示王妃在1996年底的私人会面中，透露自己不后悔接受访问，又担心皇室针对即将到来的离婚协议下达封口令，所以这次访问是她唯一的机会。

### 独立调查与结果
2020年11月18日，BBC消息就采访的来由进行独立调查，由前英国最高法院大法官约翰·戴森主持。次日，剑桥公爵威廉王子发声明支持调查，认为此举“是正确的一步”，“有助于发掘《广角镜》专访来由及BBC当时后续决定的真相”。薩塞克斯公爵哈里王子据称当时已“了解”调查行动，不断收到状况更新。
2021年3月4日，伦敦警察厅宣布，经“详细评估”并咨询警方律师、独立顾问及皇家检察署（Crown Prosecution Service），不会对有关指控展开刑事调查。同月晚些时候，巴希尔向BBC调查组表示自己没有散播皇室的不利言论，说服王妃参加专访，认为王妃很可能是这项言论的出处。这些不利言论包括指控威塞克斯伯爵爱德华王子接受艾滋病治疗、女皇有心脏问题考虑退位、威尔士亲王与孩子们的保姆蒂吉·莱格-伯克有艳遇。
巴希尔认为，在戴安娜面前提起这些指控，会暴露出他的“完全是幻想家”的面目，削减采访她的几率。他又表示戴安娜和神婆和千里眼交流过，对方向她透露了那些假消息。3月晚些时候，消息指巴希尔自己向戴安娜提供了伪造蒂吉·莱格-伯克去堕胎的“收据”，让戴安娜认为莱格-伯克与查尔斯外遇后怀孕。
2021年5月，巴希尔以健康问题为由离开BBC。当月晚些时候，报告指戴森的调查证实巴希尔有欺骗性为，违反BBC编辑方针进行采访。戴森的报告指，1996年托尼·霍尔就节目最初的投诉意见进行的调查“完全没用”，BBC明知巴希尔确保这场专访所采取的手段，却隐瞒了事实。霍尔后来在声明中承认在一开始的调查认为巴希尔“是出于好心”，所以洗脱巴希尔和BBC的罪名。报告发布后，霍尔辞任国家美术馆董事会主席一职，表示留任会让别人“精神错乱”。曾参与1996年调查的前BBC行政人员蒂姆·苏特（Tim Suter）辞任英国通讯管理局委员职务。

#### 回应
戴安娜的两位公子在结果公布后各自发表声明，威廉谴责BBC领导层及员工向他母亲撒谎，让她“害怕、偏执、受孤立”。他认为那场采访制造了“虚假陈述”，合法性存疑，不适合重播。哈里还指责媒体和狗仔队，认为“剥削文化和不道德行为的连锁反应”让母亲殒命。戴安娜胞弟斯宾塞公爵认为那场专访，与促成胞姐在两年后“没有任何实质性保护”而去世的连串事件有关联。BBC总监蒂姆·戴维作出“全面、无条件的道歉”，公司也向查尔斯亲王、威廉和哈里王子及斯宾塞伯爵发去道歉信。设计师马特·韦斯勒收到BBC方面的道歉，但他认为道歉信“太轻率，来得太迟”，指责BBC“利用了他”，又称掩盖这件事的高层从未私底下和他道歉。戴维致函BBC的员工，要求各员工“吸取教训、力求改善”。前BBC新闻总监詹姆斯·哈定就专访和2016年返聘巴希尔“和我一起共事”道歉。
巴希尔也发表道歉声明，表示利用假文件是“愚蠢的行为，我对此深感抱歉”，但又重申“银行账目与让戴安娜王妃参与专访的个人选择没有任何关系”。巴希尔向《星期日泰晤士报》表示“我们在专访中做的任何事都出于她的意愿”，他“绝对没有”伤害戴安娜。他表示斯宾塞公爵试图让他为戴安娜之后的悲剧附上责任“不合理、不公平”。调查报告也公开了戴安娜在1995年12月所写的字条，上面写着“马丁·巴希尔未向我展示任何文件，也未透露我尚未了解的信息”。报告总结称“通过欺骗性行为......巴希尔先生成功安排了促成专访的会议。但有一个重要的点需要补充说明，那就是戴安娜王妃很可能同意接受访问”。
伦敦警察厅尽管在3月份表示不适合进行刑事调查，但在5月份他们表示会评估戴森的调查报告，寻找“任何重要的新证据”。斯宾塞伯爵后来致信警察厅长克雷西达·迪克，要求他们重新检查胞姐专访的证据和情况。英国首相鲍里斯·约翰逊、司法大臣羅伯特·巴克蘭和文化大臣奧利佛·道登对BBC的内部管理表示关切。数字、文化、媒体与体育委员会主席儒利安·耐特致信蒂姆·戴维，要求找出2016年返聘巴希尔的理由。内政大臣普丽蒂·帕特尔认为可能需要刑事检控，同时对制度、结构、管理及问责制度进行改革。然而，部分人认为保守党右翼及BBC的反对者的回应毫无根据，只是对BBC进行政治报复：保守党政府曾极力批评BBC的新闻报道（尤其是英国脱欧之后），计划将不支付电视牌照费的行为除罪化。
2021年6月，BBC总裁肯·麦夸里率领内部调查的结果发布，表示2016年返聘巴希尔为宗教事务记者的过程“存在缺陷”，但又指参与该程序的人士都不知道巴希尔当年的欺骗行为。麦夸里补充称，未有证据显示返聘马丁·巴希尔是用来掩盖1995年《广角镜》节目的风波。朱莉安·奈特（Julian Knight）表示返聘过程仍引起一些“令人不安”的担忧，补充称“BBC考虑返聘马丁·巴希尔的时候，高层都在质疑他的诚信，这种怀疑已经到了临界点”。
前BBC总监托尼·霍尔和约翰·比尔特、现任总监蒂姆·戴维（Tim Davie）、主席理查德·夏普于6月15日接受下议院数字、文化、媒体与体育委员会的质询。听证会上，朱莉安·奈特进一步批评返聘巴希尔的决定，称巴希尔是“过街老鼠”，返聘他是“道德的沦丧”。霍尔表示1996年BBC内部的背景调查认为巴希尔“诚实正直，屡获殊荣”是“错误判断”所致，调查人员对他的信任被“滥用，存在错误”。霍尔否认有掩盖事实的行为。比尔特认为事件“绝对是恐怖故事”，自称被“犯下工业规模诈骗行为的人”欺骗，指对方犯下“广播史上最大的罪行”。蒂姆·戴维表示2016年返聘巴希尔的时候，1996年的调查报告是唯一记载了采访的官方文件，而这份报告未发现戴森勋爵报告里提到的不当行为。

## 奖项
巴希尔和罗宾逊凭借这次专访，在1996年英国电视学院奖上获得最佳清谈节目奖。巴希尔还获得电视与广播行业俱乐部年度最具事实或科学性节目奖（Factual or Science Based Programme of the Year）、广播新闻公会年度电视记者奖（TV Journalist of the Year）和皇家电视学会年度记者奖（Journalist of the Year）。道森报告出炉后，BBC决定归还全部荣誉。